# Aegocera fimbria
Aegocera fimbria är en fjärilsart som beskrevs av Heinrich Benno Möschler 1872. Aegocera fimbria ingår i släktet Aegocera och familjen nattflyn. Inga underarter finns listade i Catalogue of Life.